# Disocactus biformis
Disocactus biformis, conocida comúnmente como paxte de palo, es una especie de planta suculenta perteneciente al género Disocactus, dentro de la familia Cactaceae. Se distribuye por Guatemala, Honduras y El Salvador.

## Descripción
Disocactus biformis es una especie de cactus epífito de hábito colgante, que se desarrolla sobre árboles. Es arbustivo, se ramifica desde la base y forma un tronco o tallo principal cilíndrico de 20 a 50 cm de largo.

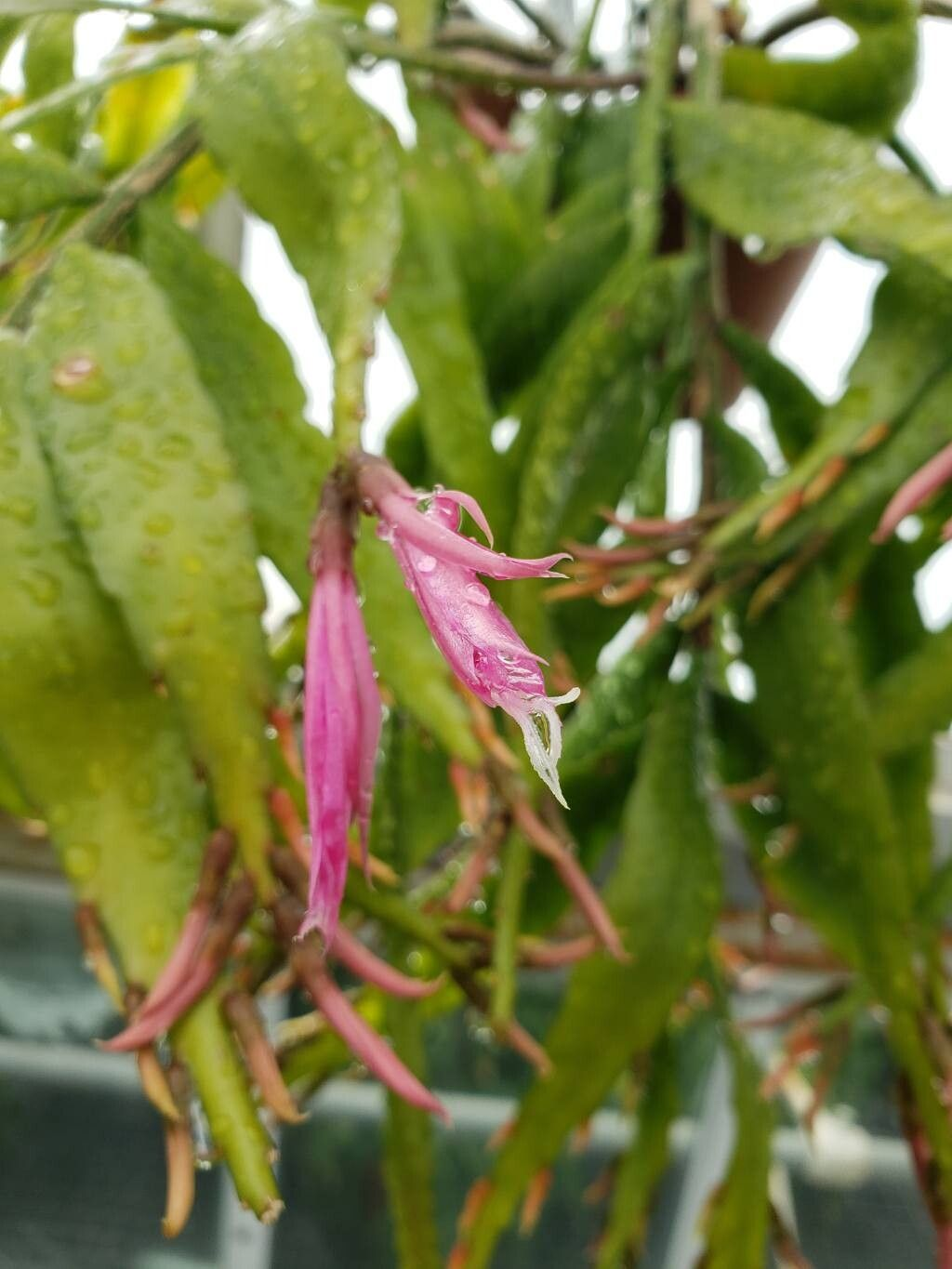
Detalle de la flor

Los tallos son aplanados, alargados y con forma de hoja. Miden hasta 20 cm de largo, de 1 a 2 cm de ancho y tienen los márgenes algo dentados. Sobre ellos se asientan areolas pequeñas y sin espinas.
Las flores son de color rojizo a magenta, y miden de 5 a 6 cm de largo. Surgen lateralmente de las areolas superiores, son ligeramente curvadas hacia arriba y tienen forma de embudo. Tienen de 10 a 12 estambres ligeramente sobresalientes y dispuestos en dos filas en la parte superior del tubo floral. El estilo es delgado y púrpura, y el estigma presenta de 4 lóbulos blancos.

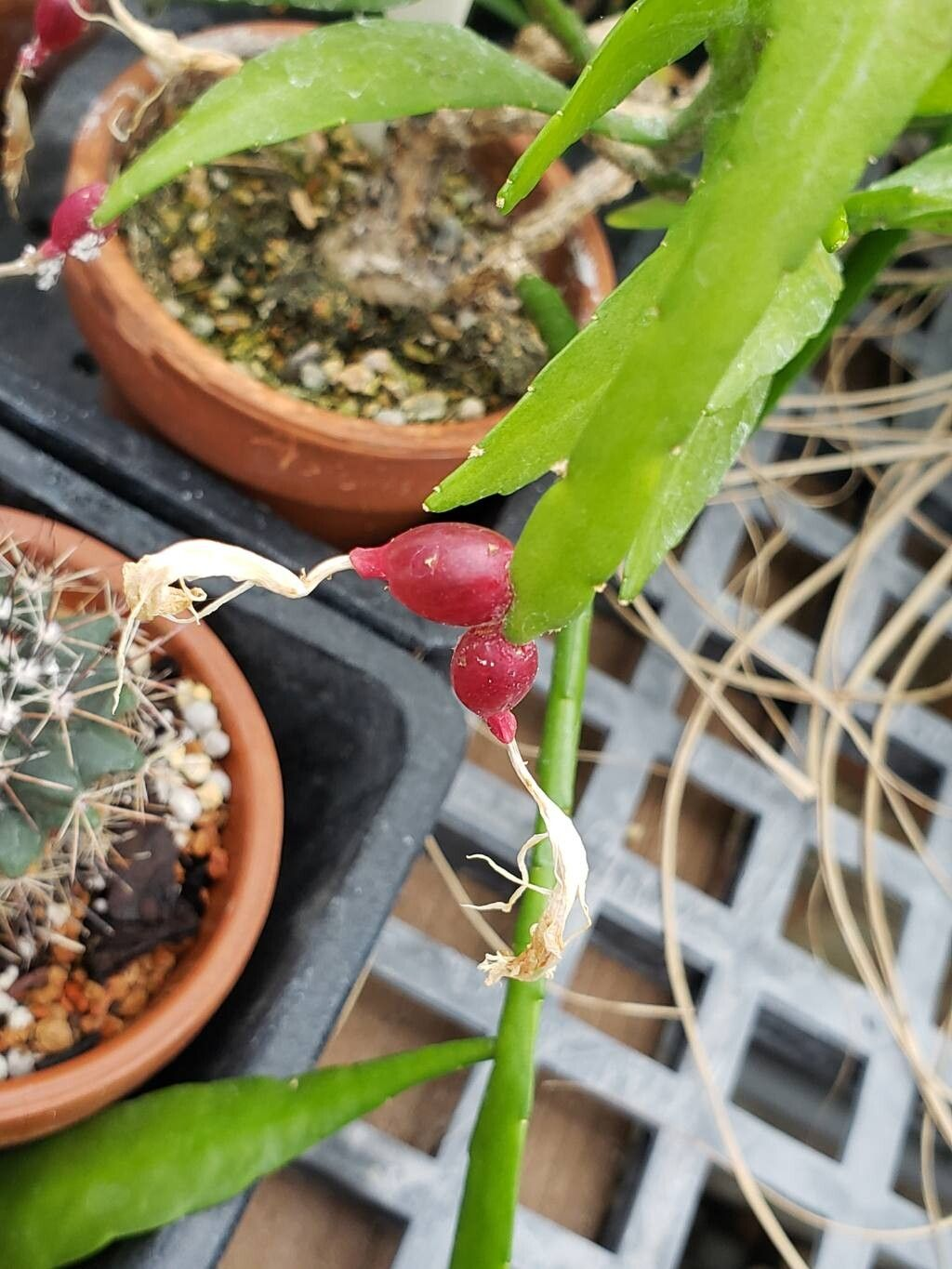
Detalle del fruto

Las flores se abren durante la noche o a primera hora de la mañana y permanecen abiertas todo el día. Los frutos son de color púrpura rojizo, tienen forma de huevo o de pera y miden hasta 1,5 cm de largo.

## Distribución y hábitat
El área de distribución nativa de esta especie es Guatemala (concretamente en los departamentos de Quezaltenango, Sacatepéquez y Solalá), Honduras y El Salvador (departamento de Santa Ana). Habita principalmente en el bioma tropical estacionalmente seco, entre los 1000 y 1840 metros sobre el nivel del mar.

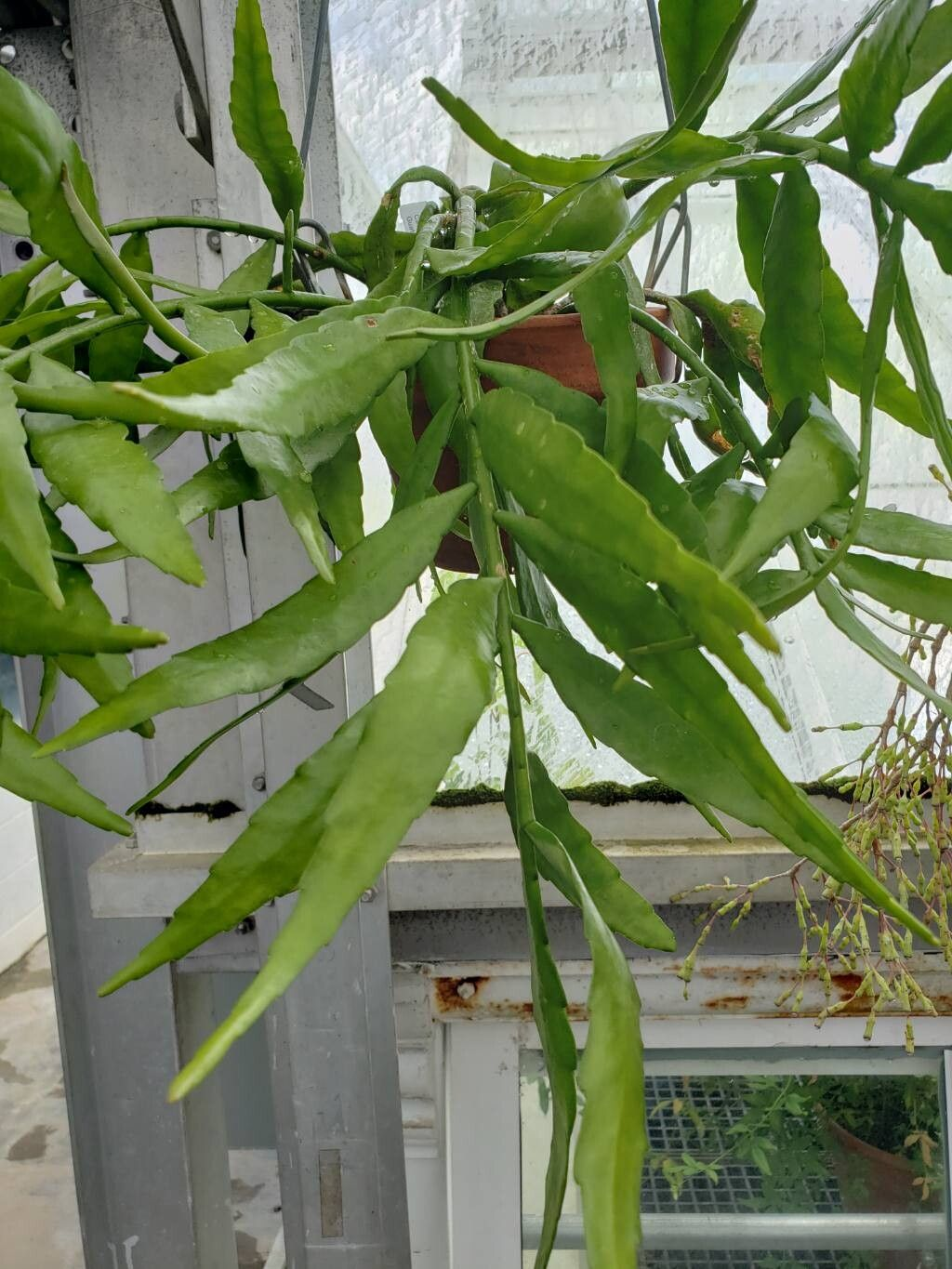
Detalle de los tallos aplanados

La planta crece sobre árboles como epífita y se encuentra en el bosque húmedo perennifolio medio. Sus raíces se incrustan en la corteza de los árboles huéspedes para anclarse y fijarse, por lo que su único acceso a la humedad y los nutrientes proviene de la lluvia y los excrementos que caen desde arriba. Además, siempre crecen bajo el dosel de los árboles y nunca están expuestas al sol directo.

## Taxonomía
La primera descripción de esta especie fue como Cereus biformis, publicada en 1843 por el botánico británico John Lindley en la revista científica The Botanical Register 29 (Misc.): 51.
Dos años más tarde, el propio John Lindley trasladó la especie al género Disocactus, por lo que pasó a llamarse Disocactus biformis. Registró estos cambios en las revista científica The Botanical Register 31: t. 9, publicada en 1845.
Etimología
- Disocactus: nombre genérico formado a partir de las palabras griegas dis (que significa ‘dos veces’), isos (que significa ‘igual’) y kaktos (que significa ‘cardo’ o ‘planta espinosa’), en alusión a los tallos aplanados con forma de hoja (con dos lados idénticos) que presentan las especies de este género.[7]
- biformis: epíteto específico latino que significa ‘de dos formas’, en alusión a la forma del tallo de esta especie, que puede ser cilíndrica o aplanada.[8]

## Estado de conservación
En la Lista Roja de Especies Amenazadas de la UICN, la especie está clasificada como "En Peligro de Extinción (EN)”. Las principales amenazas que sufre la especie se deben al deterioro del hábitat como resultado de las plantaciones de café y pastos.

## Usos

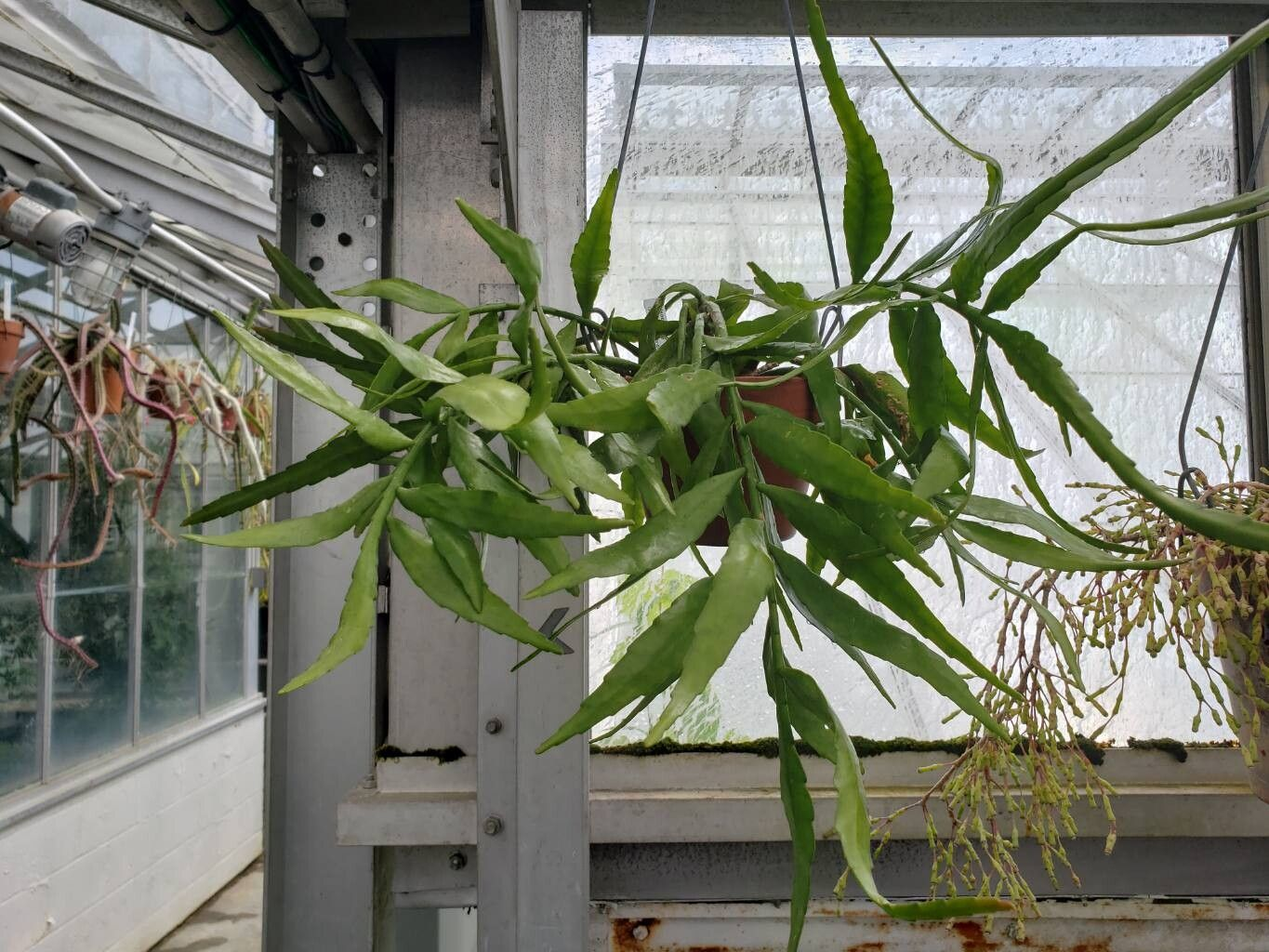
Cultivo en maceta colgante

Disocactus biformis se cultiva principalmente como planta ornamental por su valor decorativo. Requiere luz brillante e indirecta, temperaturas constantes entre 18 y 24 °C, y una humedad moderada. Prefiere un sustrato bien drenado, como una mezcla de tierra para cactus combinada con perlita, con un pH entre 6.0 y 7.0.
Durante la temporada de crecimiento, necesita riegos espaciados cada dos o tres semanas, asegurando que la capa superficial del sustrato se haya secado. Además, conviene reducir el riego en invierno, cuando la planta entra en reposo. La poda puede realizarse después de la floración para eliminar tallos secos o deformes y mantener su forma.
Se propaga fácilmente mediante esquejes, aunque también puede reproducirse por semillas. Para evitar problemas comunes, como enfermedades fúngicas o estrés por temperatura, es importante mantener una buena ventilación, evitar el exceso de riego y protegerla de cambios bruscos de luz o clima.